# Arnold Pannartz et Konrad Sweynheim
Arnold Pannartz et Konrad Sweynheim sont deux imprimeurs allemands du XVe siècle, qui ont introduit l’imprimerie en Italie.

## Biographie et œuvre
Leurs dates de naissance et de mort sont inconnues. Arnold Pannartz vient des environs de Francfort, dans la localité de Schwanheim : Sweynheim vient d’Eltville à côté de Mayence. On ne sait s’ils se connaissaient avant de partir en Italie ; ils ont vraisemblablement été formés à la typographie à Mayence dans le ou les ateliers de Gutenberg, Fust et Schöffer, et obligés de la quitter après le sac de la ville les 27-28 octobre 1462 ; mais il n’y a aucune certitude à ce sujet.
C’est Juan de Torquemada, dominicain, ancien étudiant à Paris et défenseur des prérogatives de la papauté aux conciles de Constance, Bâle et Florence, cardinal depuis 1439, qui les fait venir en Italie : il est abbé commendataire du monastère bénédictin Santa Scholastica à Subiaco depuis 1455, un monastère qui accueille beaucoup de moines étrangers, allemands notamment. Subiaco dispose d’une bibliothèque et d’un scriptorium, avec la présence de copistes.
Pannartz et Sweynheim arrivent à Subiaco en 1464. Ils y ont peut-être imprimé un Donat dès 1464, mais le premier livre imprimé sur les presses de Subiaco et conservé est l’édition latine de Lactance en 1465 ou celle du De Oratore de Cicéron paru la même année.

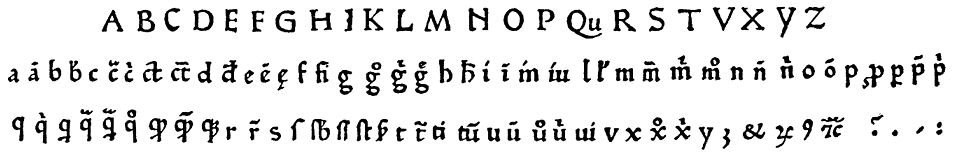
Specimen du caractère romain de Pannartz et Sweynheim, vers 1465.

Ils impriment dans un caractère romain hybride : dans le De Civitate Dei de 1465, ce romain est encore marqué par l'épaisseur et l'étroitisation du tracé des caractères gothiques ; à partir du Lactance imprimé en 1468, le tracé est plus fin et plus arrondi, proche de l'écriture humanistique manuscrite des Italiens.
| Date                          | Auteur, œuvre                                   | Remarques        |
| ----------------------------- | ----------------------------------------------- | ---------------- |
| 30 octobre 1465               | Lactance, Institutions divines et autres œuvres | édition princeps |
| 1465, avant le 30 septembre ? | Cicéron, De Oratore                             |                  |
| 12 juin 1467                  | saint Augustin, De Civitate Dei                 | édition princeps |

En 1467, les deux imprimeurs quittent Subiaco pour s’installer à Rome où Francesco et Pietro de’ Massimi mettent leur palais à leur disposition.
Beaucoup des impressions de Pannartz et Sweynheim sont des éditions princeps d’auteurs classiques. Pour la préparation de leurs éditions, ils travaillent en étroite collaboration avec Giovanni Andrea Bussi, évêque d'Aléria, qui est leur éditeur scientifique et correcteur d’épreuves. Bussi s’était fixé pour objectif la publication de tous les grands textes latins, afin de mettre rapidement les textes de base à la disposition des étudiants et érudits les moins fortunés, le coût des livres imprimés étant inférieur à celui des manuscrits. Bussi cherchait les manuscrits, en obtenait de leurs possesseurs le prêt, déterminait les meilleures versions, établissait le texte et corrigeait les épreuves. Ses contemporains lui ont reproché la hâte avec laquelle il préparait l'édition scientifique des textes : Niccolò Perotti (1430-1480) critique ainsi vivement l’édition de 1470 de l’Histoire naturelle de Pline, et la seconde édition de ce texte en 1473 chez Pannartz et Sweynheim sera celle de Perroti. Bussi était lui-même conscient de ces imperfections et cherchait à améliorer ses rééditions.
| Date                       | Auteur, œuvre                                             | Remarques | Rééditions                                   |
| -------------------------- | --------------------------------------------------------- | --- | -------------------------------------------- |
| 1467                       | Cicéron, Epistolae ad familiares                          | | 4 novembre 1469 ; 5 septembre 1472           |
| 13 décembre 1468           | saint Jérôme, Lettres                                     | éd. de Bussi | 1470 ; 28 mars 1476                          |
| 1468                       | saint Augustin, De civitate Dei                           | | 1470                                         |
| 1468                       | Lactance, Institutions divines et autres œuvres           | | 1470                                         |
| 1468                       | Rodrigo Sanchez de Arevalo, Speculum vitae humanae        | |                                              |
| 1468-1469                  | Cicéron, De oratore                                       | |                                              |
| 12 janvier 1469            | Cicéron, Brutus                                           | |                                              |
| 24 janvier 1469            | Cicéron, Des Devoirs                                      | |                                              |
| 28 février 1469            | Apulée, Œuvres                                            | édition princeps ; éd. par Bussi. Contient aussi : Enseignement des doctrines de Platon d'Alcinoos dans la traduction latine de Pietro Balbo. |                                              |
| 11 avril 1469              | Aulu-Gelle, Œuvres                                        | édition princeps ; éd.de Bussi | 6 août 1472                                  |
| 12 mai 1469                | César, Commentaires                                       | éd. par Bussi | 25 août 1472                                 |
| avant le 13 septembre 1469 | Basilius Bessarion, Adversus calumnatiorem Platonis       | édition princeps |                                              |
| 4 novembre 1469            | Cicéron, Epistolae ad familiares                          | éd. par Bussi | 5 septembre 1472                             |
| 1469                       | Lucain, Pharsale                                          | édition princeps ; éd. de Bussi |                                              |
| 1469                       | Virgile, Œuvres : Bucoliques, Géorgiques, Énéide          | édition princeps ; éd. par Bussi | 1471                                         |
| circa 1469                 | Tite Live, Décades                                        | édition princeps par Bussi des livres 1-10, 21-32, 34-39                                                                                      | 16 juillet 1472                              |
| avant le 30 août 1470      | Cicéron, Lettres à Brutus, à son frère Quintus, à Atticus | éd. de Bussi |                                              |
| 7 décembre 1470            | Thomas d'Aquin, Catena Aurea                              | |                                              |
| 1470                       | Léon Ier, Sermons et Lettres                              | |                                              |
| 1470                       | Pline l'Ancien, Histoire naturelle                        | texte éd. par Bussi | 7 mai 1473 (texte édité par Niccolo Perroti) |
| 1470                       | Suétone, Vie des douze Césars                             | éd. de Bussi | 17 septembre 1472                            |
| circa 1470                 | Martial, Épigrammes                                       | | 30 avril 1473                                |
| circa 1470                 | Quintilien, Institution oratoire                          | éd. de Bussi |                                              |
| 5 avril 1471               | Silius Italicus, Punica                                   | éd. de Bussi |                                              |
| 1471                       | Bible, latin                                              | éd. par Bussi |                                              |
| 1471                       | Cicéron, Discours                                         | éd. par Bussi |                                              |
| 1471                       | Cicéron, Œuvres philosophiques                            | |                                              |
| 1471                       | saint Cyprien, Œuvres                                     | éd. de Bussi |                                              |
| 1471                       | Ovide, Œuvres                                             | éd. par Bussi |                                              |
| 1471-17472                 | Nicolas de Lyre, Postilles sur la Bible                   | éd. de Bussi |                                              |
| 6 septembre 1472           | Justin, Épitome                                           | |                                              |
| 6 octobre 1472             | Térence, Comédies                                         | |                                              |
| 17 novembre 1472           | Roberto Caracciolo, Sermons                               | |                                              |
| 10 décembre 1472           | Donat, Commentaire sur les Comédies de Térence            | |                                              |
| 1472                       | Cicéron, Philippiques                                     | |                                              |
| circa 1472                 | Hésiode, Œuvres                                           | en latin |                                              |
| 2 janvier 1473             | Aristote, Éthique à Nicomaque                             | en latin ; édition princeps |                                              |
| 12 février 1473            | Strabon, Géographie                                       | éd. de Bussi |                                              |
| 19 mars 1473               | Niccolo Perroti, Rudimenta grammatices                    | |                                              |
| 25 septembre 1473          | Salluste, Œuvres                                          | |                                              |
| 30 décembre 1473           | Polybe, Histoires                                         | en latin ; traduction de Niccolo Perroti |                                              |
| 1473                       | Plutarque, Vies parallèles                                | en latin ; éd. de Bussi |                                              |
| 20 avril 1475              | Hérodote, Histoires                                       | |                                              |
| 13 août 1475               | Stace, Silves                                             | |                                              |

On sait par une supplique adressé au pape Sixte IV en 1472 qu’ils sont confrontés à la mévente de leurs livres dans un marché qui n’est pas encore organisé, avec des stocks d’invendus. Ils pâtissent par ailleurs de la concurrence d'un de leurs anciens compagnons venu d’Allemagne avec eux, Ulrich Hahn, né à Ingolstadt, qui éditait comme eux les textes de l'Antiquité grecque et latine.
En 1475, Pannartz et Sweynheim ont publié au total plus de 40 titres en latin : auteurs classiques grecs et latins essentiellement ; une Bible ; quelques Pères de l’Église et quelques textes religieux. Leurs éditions ont un tirage de 275 à 300 exemplaires, ce qui représente au total entre 12000 et 14000 volumes imprimés.
Leur association est dissoute en 1475.
Arnold Pannartz publie en 1474-1476 neuf titres sous son nom seul :
- Niccolo Perroti, Rudimenta grammatices, 1474 ; réédition le 25 février 1476 ;
- Sénèque, Lettres à Lucilius, 1er février 1475 ;
- Indulgences des principales églises de Rome, 1er février 1475 ;
- Lorenzo Valla, Elegantiae linguae latinae, 2 juillet 1475 ;
- Thomas d’Aquin, De veritate fidei, 10 septembre 1475 ;
- Flavius Josèphe, De Bello judaico, 25 novembre 1475 ;
- Thomas d’Aquin, Quaestiones de veritate, 20 janvier 1476 ;
- saint Jérôme, lettres, 28 mars 1476 ;
- Boninus Mombritius, De origine et temporibus urbis Romae, sans date.

Domizio Calderino, dans la préface de son édition de la Cosmographia de Ptolémée, imprimée à Rome en 1478 par Arnold Bucking, indique que c’est Konrad Sweynheim qui a supervisé la gravure des 27 cartes gravées sur métal.